# Campylanthera frasei
Campylanthera frasei là một loài thực vật có hoa trong họ Pittosporaceae. Loài này được (Hook.) Hook. mô tả khoa học đầu tiên năm 1837.